# Strawberry Fields Forever
„Strawberry Fields Forever“ je píseň anglické rockové skupiny The Beatles. Přestože je její autorství připisováno duu Lennon/McCartney, je jejím autorem pouze John Lennon. Vznikla z Lennonových vzpomínek na hraní v zahradě domu Armády spásy, pojmenovaném Strawberry Field, sídlícím poblíž místa, kde Lennon v dětství bydlel.
Šlo o první píseň, která byla nahrána během práce na albu Sgt. Pepper's Lonely Hearts Club Band, ale nakonec vyšla ještě o několik měsíců dříve na singlu s dvojitou A-stranou společně s „Penny Lane“, kde je opět autorství připsáno dvojici Lennon/McCartney, ale zde je naopak jejím autorem Paul McCartney. Ve Spojených státech se píseň umístila na osmé příčce místního hitparádového žebříčku a někteří kritici ji označují za jednu z nejlepších písní skupiny. Jde o jedno z určujících děl psychedelického rocku a v pozdějších letech nahrálo mnoho umělců svou vlastní verzi této písně. Později skladba vyšla i na americkém albu Magical Mystery Tour, ale na britském dvojitém EP nevyšla. Podle písně byl pojmenován památník v newyorském Central Parku.

## Historické souvislosti a inspirace

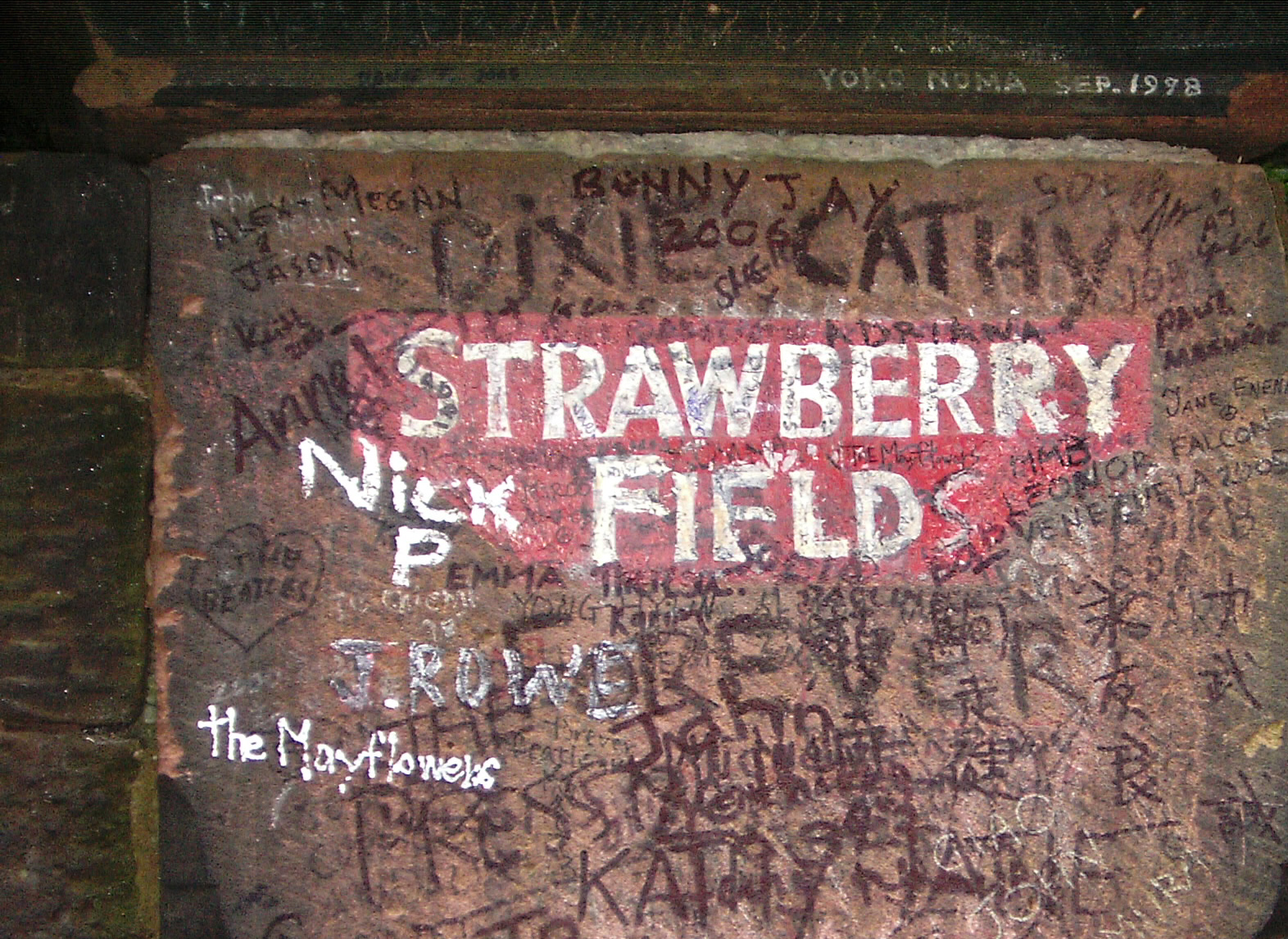
The gatepost to Strawberry Field, which is now a popular tourist attraction in Liverpool

V roce 1966 Beatles na jedné straně ve studiu vytvořili novátorské album Revolver, na druhé straně bylo takřka nemožné cokoliv z tohoto alba zahrát naživo. Beatles tak byli nuceni hrát na koncertech svůj starý repertoár, který již neodpovídal stupni hudebního vývoje, na který v té době vystoupili. Podle vyjádření samotných členů skupiny bylo stejně jedno, co a jak hrají, protože publikum ječelo tak hlasitě, že nemohlo být cokoliv slyšet. V době vzniku písně Lennon procházel velkými změnami; Beatles se právě vrátili z jednoho z nejobtížnějších turné, během kterého Lennon například řekl výrok, že jsou Beatles slavnější než Ježíš, což ve Spojených státech vedlo k vlně protestů, které vrcholily pálením desek, knih a všeho dalšího zboží, které s Beatles souviselo. Jindy, v červenci 1966, když skupina odlétala z Filipín členové nejprve neprojevili patřičnou zdvořilost prezidentovi Ferdinandu Marcosovi a jeho ženě Imeldě a následně byli vystaveni velmi hrubému zacházení od místní policie. Tyto události nakonec vedly k rozhodnutí dále nekoncertovat; poslední veřejný koncert se konal 29. srpna 1966 v Candlestick Parku v San Franciscu a Beatles svou další existenci podmínili příslibem od manažera Briana Epsteina, že už je nikdy na žádné turné nepošle. Navíc se v té době rozpadalo jeho manželství s Cynthií Powell, díky čemuž se ponořoval do silného návyku na lécích a také LSD a marihuany, kterou kapela ve velkém kouřila během svého působení ve Španělsku.
Stejně jako McCartneyova „Penny Lane“ je i tato píseň inspirována vzpomínkami na dětství v Liverpoolu. Strawberry Field byl název dětského domu Armády spásy poblíž Lennonova rodného domu ve Wooltonu, předměstí Liverpoolu. Lennon si v dětství společně se svými kamarády hrával v jeho zalesněné zahradě. Přestože písně obsahují historické vzpomínky, měly také silný surrealistický a psychedelický podtext. Producent George Martin později řekl, že když píseň poprvé slyšel, myslel si, že jde o „mlhavý, impresionistický snový svět“. Původní nápad byl napsat celé album o rodném městě a „Strawberry Fields Forever“ spolu s „Penny Lane“ k němu měly obstarat přirozený úvod. V roce 1966 vzniklo množství novátorských singlů („Good Vibrations“ od The Beach Boys, „Eight Miles High“ od The Byrds, „Shapes of Things“ od The Yardbirds, „I'm a Boy“ od The Who, „Have You Seen Your Mother Baby Standing in the Shadow“ od Rolling Stones, „I Feel Free“ od Cream a mnoho dalších), novým měřítkem a předmětem soutěže se měla stát dlouhohrající deska, jejíž skladby by byly svázány nějakým společným tématem.
První části písně Lennon napsal během září a října 1966 ve španělské Almerii, kde právě režisér Richard Lester natáčel film Jak jsem vyhrál válku, ve kterém Lennon hrál. Původní demo verze písně byla nahrána v Almerii, ale tato verze měla pouze jeden verš a žádný refrén. Později na písni pracoval ještě ve svém soukromém studiu v Kenwoodu. Tam také vzniklo v listopadu mnoho pracovních demosnímků písně. Původní uvažovaný název byl „It's Not Too Bad“. V písni samotné autor zve posluchače na jeden ze svých halucinačních výletů do nitra své mysli, navazuje na pocity své písně (a vlastně předchozí dokončené nahrávky Beatles) „She Said, She Said“. Lennon měl na vlastní dětství velmi nejednoznačné vzpomínky, a tak své pocity naznačuje, možná rozvíjí, rozhodně však neřeší.

## Hudební stránka
Po předehře, kterou obstarává McCartneyho Mellotron, následuje refrén s poměrně komplikovaným nápěvem, který však plyne velmi samozřejmě a vytváří dojem spíše vyprávění než zpěvu. Obvyklý sled sloka-refrén je zde obrácen a sloka samotná pak působí dojmem jakéhosi intermezza. V první části je píseň doprovázena přirozeně znějícími nástroji, ve druhé pak základní doprovod obstarává Starr na bicí nástroje, doplněný trubkami a violoncelly, jejichž aranžmá je dílem George Martina. Zvuk nahrávky je v těchto místech doslova prošpikován studiovými efekty, mezi nimiž vyniká činel puštěný pozpátku a další přímo ve studiu vzniklé samply. V závěru se pak přidává kytarové sólo a celá nahrávka jde do ztracena, aby se znovu na chvíli vynořila v podobě jednotónové dechové fanfáry.
Do jednoho celku byly spojeny dvě naprosto odlišné nahrávky, čímž bylo dosaženo efektu, který Lennon požadoval: skok z lehkosti první části do temnější části druhé.
První verze skladby zněla tak, jak dnes známe úvodní část. Lennon ji však po týdnu zavrhl a nahrávání začalo znovu. Výsledkem byla verze známá z druhé části nahrávky, se zmíněným aranžmá trubek a violoncelly. Ani pak nebyl Lennon spokojený a dostal nápad, že obě části by se daly spojit do jednoho celku. George Martin namítal, že to nebude možné, neboť obě nahrávky byly nahrány v rozdílném tempu a navíc v jiné tónině (lišily se půltónem). Lennon však trval na svém, a tak tedy došlo k pokusu přece jen obě verze nějak spojit. Náhoda tomu chtěla, že po srovnání tempa obou verzí se vyrovnal rozdíl v jejich ladění, a podle Iana MacDonalda tak vznikl jeden z nejefektnějších střihů v dějinách populární hudby. Lennon tak dosáhl toho, co si představoval, víceméně náhodou.
Úpravy tempa nahrávky přispěly k jejímu charakteristickému „plovoucímu“ zvuku. Výsledný mix se navíc pohybuje v mikrotonálních intervalech – od přirozeného Ais do temperovaného B dur.

## Nahrávání
Nahrávka vznikla během poměrně dlouhého časového období, první frekvence se konala 24. listopadu 1966 a poslední 22. prosince. Dohromady bylo třeba do té doby nevídaného času 55 nahrávacích hodin.
O hudební všestrannosti Beatles svědčí fakt, že zároveň s touto písní vznikala (od 6. do 21. prosince 1966) i „When I'm 64“, později vydaná na albu Sgt. Pepper's Lonely Hearts Club Band, hudebně stojící na úplně jiných základech.

## Vydání
Píseň byla původně zamýšlena jako součást autobiografického alba, pravděpodobně by se ocitla na albu Sgt. Pepper's Lonely Hearts Club Band. Americká firma Capitol však potřebovala nový singl, a tak nahrávku vydala v USA 13. února 1967 spolu s „Penny Lane“ jako SP se dvěma A-stranami. Ve Spojeném království vyšel tentýž singl 17. února 1967 na značce Parlophone pod katalogovým číslem R 5570.
Píseň byla zařazena také na americké album Magical Mystery Tour, vydané 27. listopadu 1967. V roce 1976 pak vyšlo totožné album i ve Velké Británii, později bylo převzato i pro vydání na CD.
Alternativní verze a sekvence z demosnímků se objevily v roce 1996 na druhé části kompletu The Beatles Anthology.
Vydavatelská práva vlastní od roku 1967 společnost Northern Songs Ltd.

## Obsazení
- John Lennon – zpěv, akustická kytara, klavír, bonga
- Paul McCartney – Mellotron, baskytara, tympány
- George Harrison – elektrická kytara, slide na elektrické kytaře, rumba koule, swarmandal
- Ringo Starr – bicí
- George Martin – producent, aranžmá trubky a violoncella
- Geoff Emerick – zvukový technik
- Mal Evans – tamburína
- Neil Aspinall – güiro
- Terry Doran – rumba koule
- Tony Fisher – trubka
- Greg Bowen – trubka
- Derek Watkins – trubka
- Stanley Roderick – trubka
- John Hall – violoncello
- Derek Simpson – violoncello
- Norman Jones – violoncello